# آر دبليو دي-1
آر دبليو دي 1 (بالإنجليزية: RWD 1) هي طائرةرياضية  أحادية السطح وعالية الجناحين، ذات محرك واحد، شيدت من قبل فريق مكتب تصاميم آر دبليو دي (RWD). أنتجت في بولندا. من صناعة ورش جامعة وارسو للتكنولوجيا. كانت تستخدم بشكل أساسي من قبل بولندا. كان أول طيران لها في 1928. دخلت الخدمة في 1928، انتهت خدمتها في 1930. صنع منها طائرة واحدة.